# 1473
Il 1473 (MCDLXXIII in numeri romani) è un anno  del XV secolo.

## Eventi
- Viene fondato il St Catharine's College dell'Università di Cambridge.

## Nati
- 9 febbraio - Carlo di Leonardo Ginori, politico italiano († 1527)
- 19 febbraio - Niccolò Copernico, astronomo, matematico e prete polacco († 1543)
- 6 marzo - Lancillotto Borromeo, nobile e politico italiano († 1513)
- 10 marzo - Thomas Howard, III duca di Norfolk, nobile e politico inglese († 1554)
- 14 marzo - Reinardo IV di Hanau-Münzenberg, conte tedesco († 1512)
- 16 marzo - Enrico IV di Sassonia, nobile tedesco († 1541)
- 17 marzo - Giacomo IV di Scozia, re († 1513)
- 2 aprile - Giovanni Corvino, nobile ungherese († 1504)
- 25 luglio - Maddalena di Lorenzo de' Medici, nobildonna italiana († 1519)
- 14 agosto - Margaret Pole, nobildonna inglese († 1541)
- 17 agosto - Riccardo Plantageneto, I duca di York, duca britannico († 1483)
- 28 agosto - Giacomo III di Cipro, sovrano cipriota († 1474)
- 2 settembre - Ercole Strozzi, poeta italiano († 1508)
- 3 settembre - Domenica del Paradiso, religiosa italiana († 1553)
- 24 settembre - Georg von Frundsberg, condottiero tedesco († 1528)
- 26 ottobre - Federico di Sassonia, nobile tedesco († 1510)
- Samuele Abarbanel, banchiere e mecenate portoghese († 1547)
- Francesco Albani, politico e diplomatico italiano († 1535)
- Alessandro Vellutello, scrittore, poeta e critico letterario italiano
- Alesso di Benozzo, pittore italiano († 1528)
- Carlo II d'Amboise, politico e militare francese († 1511)
- Asakura Sadakage, militare giapponese († 1512)
- James Beaton, arcivescovo cattolico scozzese († 1539)
- Giovanni Bembo, filologo italiano († 1545)
- Luigi di Borbone-Vendôme, principe († 1520)
- Giovanni Battista Branconio dell'Aquila, orafo italiano († 1522)
- Hans Burgkmair, pittore tedesco († 1531)
- Vincenzo Capirola, liutista e compositore italiano
- Oberto Cattaneo Lazzari, doge († 1533)
- Johannes Cuspinian, umanista, poeta e diplomatico tedesco († 1529)
- Iacopo del Polta, poeta italiano († 1539)
- Margherita di Foix-Candale, nobile († 1536)
- Cecilia Gallerani, nobildonna e poetessa italiana († 1536)
- Sisto Gara della Rovere, cardinale e vescovo cattolico italiano († 1517)
- Jean Le Veneur, cardinale e vescovo cattolico francese († 1543)
- Andrea Mocenigo, politico e storico italiano († 1542)
- Arakida Moritake, scrittore giapponese († 1549)
- Orsino Orsini, nobile italiano († 1500)
- Franciotto Orsini, militare e cardinale italiano († 1534)
- Pier Paolo Parisio, cardinale, vescovo cattolico e giurista italiano († 1545)
- Edoardo di York, nobile britannico († 1484)
- Louis de Gorrevod de Challand, cardinale e vescovo cattolico italiano († 1535)

## Morti
- 22 gennaio - Ataullah Muhammad Shah I di Kedah, sovrano malese
- 20 febbraio - Otón de Montcada y de Luna, cardinale e vescovo cattolico spagnolo (n. 1390)
- 23 febbraio - Arnoldo di Egmond, nobile olandese (n. 1410)
- 6 marzo - Giovanni V d'Armagnac, nobile francese (n. 1420)
- 10 marzo - Luca Pitti, banchiere italiano (n. 1395)
- 25 marzo - Jean II de Croÿ, nobile belga
- 3 aprile - Alessandro Sforza, condottiero italiano (n. 1409)
- 15 aprile - Yamana Sōzen, militare giapponese (n. 1404)
- 8 maggio - John Stafford, I conte di Wiltshire, nobile inglese (n. 1427)
- 11 giugno - Nikolaus Gerhaert, scultore olandese (n. 1420)
- 14 giugno - Zaffira Manfredi, nobildonna (n. 1449)
- 28 giugno - Pietro d'Amboise, nobile francese (n. 1408)
- 28 giugno - John Talbot, III conte di Shrewsbury, militare inglese (n. 1448)
- 17 luglio - Scipione Damiano, vescovo cattolico italiano
- 18 luglio - Giovanni de' Diotisalvi, arcivescovo cattolico italiano
- 18 luglio - Prisciano Prisciani, funzionario italiano (n. 1413)
- 25 luglio - Maria d'Armagnac, nobildonna francese
- 27 luglio - Nicola I di Lorena, duca francese (n. 1448)
- 28 luglio - Nicolò Tron, doge (n. 1399)
- 16 ottobre - Reinoud II van Brederode, nobile e militare olandese (n. 1415)
- 30 ottobre - Donato Bragadin, pittore italiano
- 7 novembre - Elena Paleologa, principessa bizantina (n. 1431)
- 24 novembre - Jean Jouffroy, abate, vescovo cattolico e cardinale francese
- 1º dicembre - Pietro Trivulzio, politico italiano
- 7 dicembre - Enrico il Pacifico di Brunswick-Lüneburg, duca (n. 1411)
- 21 dicembre - Niccolò Forteguerri, cardinale e vescovo cattolico italiano (n. 1419)
- 23 dicembre - Fadrique Enríquez de Mendoza, ammiraglio spagnolo (n. 1399)
- 24 dicembre - Giovanni da Kęty, presbitero, fisico e teologo polacco (n. 1390)
- Bartolomeo Placido di Recanati, presbitero italiano
- Gottardo Calderari Pomo, vescovo cattolico italiano
- Filippo I, arcivescovo ortodosso russo
- Galasso Galassi, pittore italiano
- Giovanni Gallico da Namur, teorico musicale francese
- Gennadio II di Costantinopoli, arcivescovo ortodosso e teologo bizantino (n. 1405)
- Biagio Ghilini, monaco cristiano e abate italiano
- Giacomo II di Cipro, sovrano cipriota
- Johann Wolthus von Herse
- Hosokawa Katsumoto, militare giapponese (n. 1430)
- Moquihuix, sovrano azteco
- Sigismondo Polcastro, medico italiano (n. 1384)
- Jan di Rabštein, scrittore e presbitero boemo (n. 1437)
- John Treloff, compositore inglese
- Xilomantzin, sovrano
- Contessina de' Bardi, sovrana italiana (n. 1390)

## Calendario
| Calendario 1473 | Calendario 1473 | Calendario 1473 | Calendario 1473 | Calendario 1473 | Calendario 1473 | Calendario 1473 | Calendario 1473 | Calendario 1473 | Calendario 1473 | Calendario 1473 | Calendario 1473 | Calendario 1473 | Calendario 1473 | Calendario 1473 | Calendario 1473 | Calendario 1473 | Calendario 1473 | Calendario 1473 | Calendario 1473 | Calendario 1473 | Calendario 1473 | Calendario 1473 | Calendario 1473 | Calendario 1473 | Calendario 1473 | Calendario 1473 | Calendario 1473 | Calendario 1473 | Calendario 1473 | Calendario 1473 | Calendario 1473 | Calendario 1473 |
| --------------- | --------------- | --------------- | --------------- | --------------- | --------------- | --------------- | --------------- | --------------- | --------------- | --------------- | --------------- | --------------- | --------------- | --------------- | --------------- | --------------- | --------------- | --------------- | --------------- | --------------- | --------------- | --------------- | --------------- | --------------- | --------------- | --------------- | --------------- | --------------- | --------------- | --------------- | --------------- | --------------- |
|                 | 1               | 2               | 3               | 4               | 5               | 6               | 7               | 8               | 9               | 10              | 11              | 12              | 13              | 14              | 15              | 16              | 17              | 18              | 19              | 20              | 21              | 22              | 23              | 24              | 25              | 26              | 27              | 28              | 29              | 30              | 31              |                 |
| Gennaio         | Ve              | Sa              | Do              | Lu              | Ma              | Me              | Gi              | Ve              | Sa              | Do              | Lu              | Ma              | Me              | Gi              | Ve              | Sa              | Do              | Lu              | Ma              | Me              | Gi              | Ve              | Sa              | Do              | Lu              | Ma              | Me              | Gi              | Ve              | Sa              | Do              |                 |
| Febbraio        | Lu              | Ma              | Me              | Gi              | Ve              | Sa              | Do              | Lu              | Ma              | Me              | Gi              | Ve              | Sa              | Do              | Lu              | Ma              | Me              | Gi              | Ve              | Sa              | Do              | Lu              | Ma              | Me              | Gi              | Ve              | Sa              | Do              |                 |                 |                 |                 |
| Marzo           | Lu              | Ma              | Me              | Gi              | Ve              | Sa              | Do              | Lu              | Ma              | Me              | Gi              | Ve              | Sa              | Do              | Lu              | Ma              | Me              | Gi              | Ve              | Sa              | Do              | Lu              | Ma              | Me              | Gi              | Ve              | Sa              | Do              | Lu              | Ma              | Me              |                 |
| Aprile          | Gi              | Ve              | Sa              | Do              | Lu              | Ma              | Me              | Gi              | Ve              | Sa              | Do              | Lu              | Ma              | Me              | Gi              | Ve              | Sa              | Do              | Lu              | Ma              | Me              | Gi              | Ve              | Sa              | Do              | Lu              | Ma              | Me              | Gi              | Ve              |                 |                 |
| Maggio          | Sa              | Do              | Lu              | Ma              | Me              | Gi              | Ve              | Sa              | Do              | Lu              | Ma              | Me              | Gi              | Ve              | Sa              | Do              | Lu              | Ma              | Me              | Gi              | Ve              | Sa              | Do              | Lu              | Ma              | Me              | Gi              | Ve              | Sa              | Do              | Lu              |                 |
| Giugno          | Ma              | Me              | Gi              | Ve              | Sa              | Do              | Lu              | Ma              | Me              | Gi              | Ve              | Sa              | Do              | Lu              | Ma              | Me              | Gi              | Ve              | Sa              | Do              | Lu              | Ma              | Me              | Gi              | Ve              | Sa              | Do              | Lu              | Ma              | Me              |                 |                 |
| Luglio          | Gi              | Ve              | Sa              | Do              | Lu              | Ma              | Me              | Gi              | Ve              | Sa              | Do              | Lu              | Ma              | Me              | Gi              | Ve              | Sa              | Do              | Lu              | Ma              | Me              | Gi              | Ve              | Sa              | Do              | Lu              | Ma              | Me              | Gi              | Ve              | Sa              |                 |
| Agosto          | Do              | Lu              | Ma              | Me              | Gi              | Ve              | Sa              | Do              | Lu              | Ma              | Me              | Gi              | Ve              | Sa              | Do              | Lu              | Ma              | Me              | Gi              | Ve              | Sa              | Do              | Lu              | Ma              | Me              | Gi              | Ve              | Sa              | Do              | Lu              | Ma              |                 |
| Settembre       | Me              | Gi              | Ve              | Sa              | Do              | Lu              | Ma              | Me              | Gi              | Ve              | Sa              | Do              | Lu              | Ma              | Me              | Gi              | Ve              | Sa              | Do              | Lu              | Ma              | Me              | Gi              | Ve              | Sa              | Do              | Lu              | Ma              | Me              | Gi              |                 |                 |
| Ottobre         | Ve              | Sa              | Do              | Lu              | Ma              | Me              | Gi              | Ve              | Sa              | Do              | Lu              | Ma              | Me              | Gi              | Ve              | Sa              | Do              | Lu              | Ma              | Me              | Gi              | Ve              | Sa              | Do              | Lu              | Ma              | Me              | Gi              | Ve              | Sa              | Do              |                 |
| Novembre        | Lu              | Ma              | Me              | Gi              | Ve              | Sa              | Do              | Lu              | Ma              | Me              | Gi              | Ve              | Sa              | Do              | Lu              | Ma              | Me              | Gi              | Ve              | Sa              | Do              | Lu              | Ma              | Me              | Gi              | Ve              | Sa              | Do              | Lu              | Ma              |                 |                 |
| Dicembre        | Me              | Gi              | Ve              | Sa              | Do              | Lu              | Ma              | Me              | Gi              | Ve              | Sa              | Do              | Lu              | Ma              | Me              | Gi              | Ve              | Sa              | Do              | Lu              | Ma              | Me              | Gi              | Ve              | Sa              | Do              | Lu              | Ma              | Me              | Gi              | Ve              |                 |